# Тепловка (Кочкуровский район)
Тепло́вка — село в Кочкуровском районе Мордовии. Входит в состав Красномайского сельского поселения.

## География
Село находится на берегу реки Вьяс, на расстоянии 6 км (по прямой) к юго-востоку от села Кочкурово, административного центра района.

## История
Село основано во второй половине XVII века на землях, пожалованных за службу атемарским дворянам Тепловым. В 1869 году учтено как владельческое село Саранского уезда, состоящее из 72 дворов.

## Население
| 2002 | 2010 |
| ---- | ---- |
| 18   | ↘5   |

### Национальный состав
Согласно результатам переписи 2002 года, в национальной структуре населения русские составляли 89 % из 18 чел.